# Verwaltungsgemeinschaft Lützen-Wiesengrund
In der Verwaltungsgemeinschaft Lützen-Wiesengrund waren sechs Gemeinden des Burgenlandkreises zur Erledigung ihrer Verwaltungsgeschäfte zusammengeschlossen. Die Verwaltungsgemeinschaft wurde am 1. Januar 2005 aus den aufgelösten Verwaltungsgemeinschaften Lützen und Wiesengrund gebildet und am 1. Januar 2011 aufgelöst. Der Verwaltungssitz befand sich in der Stadt Lützen.
Seit 1. Juli 2009 gehörte die ursprüngliche Mitgliedsgemeinde Röcken zur Stadt Lützen. Zum 1. Januar 2010 bildeten die ursprünglichen Mitgliedsgemeinden Großgörschen, Muschwitz, Poserna, Rippach und Starsiedel sowie die Stadt Lützen die neue Stadt Lützen.

## Die Gemeinden mit ihren Ortsteilen
- Dehlitz (Saale) mit Lösau und Oeglitzsch
- Stadt Lützen mit Bothfeld, Göthewitz, Großgöhren, Großgörschen, Kaja, Kleingöhren, Kleingörschen, Kölzen, Kreischau, Meuchen, Michlitz, Muschwitz, Pobles, Poserna, Rippach, Röcken und Schweßwitz, Söhesten, Starsiedel, Tornau und Wuschlaub
- Sössen mit Gostau und Stößwitz
- Zorbau mit Gerstewitz, Nellschütz und Zörbitz